# 土井義尚
土井 義尚（どい よしなお、1942年 - ）は、日本の禅僧、元陸上自衛隊の将官（陸将）。2022年現在、山梨県甲府市の限界集落にある曹洞宗・自性院の住職を務める。

## 来歴
1961年山梨県立甲府第一高等学校卒、1965年防衛大学校機械工学科を卒業後、陸上自衛隊に入隊する。陸上自衛隊幹部学校生時代、防衛大で学んだ機械工学の知識を活用して、校内に設置されていた缶コーヒーの自動販売機に細工して無料でコーヒーが出して仲間に振る舞ったことが発覚し、大問題となる。一時は退校処分まで検討されるが、当人の将来性を嘱望した校長の恩情により、大目玉を食らうことで事なきを得た。
その後、幹部自衛官として、スウェーデン防衛駐在武官、武器学校長、技術開発官、補給統制本部長等を歴任し、陸将にまで昇進する。自衛官時代は、国際連合平和維持活動の一環としてアンゴラ共和国に派遣され4年間地雷除去を指揮した。1999年、定年退官後に僧侶を目指し、曹洞宗大本山永平寺で得度する。
永平寺を送行後、僧籍のまま、小松製作所の顧問となる。その際、国際協力機構（JICA）の職員として出向していた元部下の進言により、カンボジアで地雷処理のNGO（非政府組織）の結成を決意した。2001年「日本地雷処理を支援する会」を創設し、初代理事長に就任。地雷や不発弾処理の専門家として、カンボジア、ラオス、アフガニスタン、アンゴラでの撤去作業に取り組む。2022年時点で、山梨県甲府の限界集落にある寺院・自性院の住職を務める一方で、DVの被害にあった女性を救済する駆け込み寺「一福寺」の創設を目指している。

## 雑誌論文
- 「陸将住職の『行状記』(1～24)『軍事研究』 55(4)~57 (3), 2020-4～2022-03
- 「官でもない 民でもない そう(僧)でもない」『月刊JADI』(644) 24-39, 2001-01
- 「緊急展開能力と弾道ミサイルの近代化--中国の軍事態勢・地上軍ほか」『じゅん刊世界と日本』(955) 51-65, 2001-09-15
- 「元自衛官が振り返ったPKO」『Securitarian』 (529) 26-28, 2002-12
- 「私のライフワーク 連隊長、僧となりて不発弾処理に奮戦す」『時評』 48 (1), 98-103, 2006-01